# Mianwali
Mianwali (urdu: میانوالی) är huvudort i distriktet Mianwali i den Pakistanska provinsen Punjab. Folkmängden uppgår till cirka 120 000 invånare. Staden ligger vid floden Indus.